# 아츠미 사오리
아츠미 사오리(일본어: アツミサオリ 아쓰미 사오리[*], 1989년 2월 2일 ~)는 일본의 여성 싱어송라이터, 작사가, 작곡가이다. 혈액형은 O형이다.